# Karen de computer
Karen Plankton-de Computer, meestal gewoon Karen genoemd, is een personage in de animatieserie SpongeBob SquarePants. De Nederlandse stem wordt door Christa Lips/Melise de Winter/Natalie Haneveld vertolkt.

## Algemeen
Karen is de computervrouw van Plankton. Ze hangt meestal aan de muur als een enorme flatscreentelevisie, maar sinds  The SpongeBob Squarepants Movie is ze een soort tv op een stalen stang en kan ze bewegen. Ze ontmoette Plankton in z'n jeugd op de vuilnisbelt toen ze daar als beveiligingscamera werkte. Als Plankton een middel uitvindt om Mr. Krabs weer in een baby te veranderen (“Goo Goo Gas”), om zo het geheime recept te stelen, komt het middel per ongeluk op Karen terecht en verandert zij weer in een calculator. Soms bedenkt Karen de plannen om het geheime recept te stelen, en dan zegt Plankton altijd dat die plannen zijn idee waren. Maar als het mislukt lacht Karen hem uit. Het is ook vaak voorgekomen dat ze bij Plankton wegging, maar ze kwam altijd weer terug. Karen is een Wired Integrated Female Electroencephalograph oftewel W.I.F.E. Karen is genoemd naar de vrouw van Stephen Hillenburg, de bedenker van de serie.